# Krigen mellem aser og vaner
Krigen mellem aser og vaner var en mytologisk krig mellem de nordiske gudeslægter, aserne og vanerne. Resultatet af krigen var en alliance mellem de to grupper. Krigen var en vigtig mytisk begivenhed, hvis betydning længe har været genstand for megen debat i det videnskabelige miljø.
Der kendes ikke nogen sammenhængende mytisk beretning om krigen, men der findes fragmenter af den i Völuspá, et digt fra den samling, som kaldes Ældre Edda, i Snorre Sturlasons Skáldskaparmál fra 13. århundrede, samt i en euhemeristisk form i Ynglingesaga fra Heimskringla, ligeledes skrevet af Snorre Sturlason.

## Vidnesbyrd
Informationen om krigen stammer primært fra følgende kilder:

### Ældre Edda
I Völuspá, genfortæller vølven flere af de begivenheder, der ledte op til slaget til asernes konge Odin. Vølven omtaler konsekvent sig selv i 3. person, mens Odin udspørger hende.
7.
Der udbrød Krig

i den unge Verden,

da man på Spydspids

spidded Guldveig,

og i den Højes

Hal hun brændtes.

Tre Gange født

blev hun tre Gange brændt.
8.
Heid blev hun kaldt,

hvor hun kom til en Gaard,

Sandsigervølven;

Vilddyr hun tæmmed,

sejded, hvor hun kunde, 

sejded Galskab,

vented med Fryd

af hver ond kvinde.
9.
Alle Skaberne gik 

til Skæbnens Stole, 

hver højhellig Gud, 

og holdt saa Raad, 

om Aserne skulde 

skatte til Fjenden 

eller Ofret deles 

af alle Guder.
10.
Men Odin skød, 

skød ind i Skaren 

- atter var der Krig 

i den unge Verden. 

Brudt blev Træværket 

trindt om Asgaard. 

Vanerne drog 

over Vang til Slag.
John Lindow beskriver disse strofer som særdeles uklare, og han mener, at særligt anden halvdel af strofe 9 kun kan oversættes og tolkes med stor vanskelighed. Han foreslår, at denne rådslagning hentyder, til et tidligere slag, der blev fremprovokeret af Gullveigs/Heiðrs ankomst hos aserne. Derfor mener Lindow, at det, der fortælles i denne strofe, tilsyneladende er, at man forsøgte at indgå en fredsaftale midt under krigen, og at krigen derfor fortsatte i den følgende strofe. Ordvalget i beretningen om rådslagningen, kunne imidlertid også betyde, at der allerede var fundet en tilnærmelse sted mellem de to gudeslægter.

### Yngre Edda
I bogen Skáldskaparmál fra Yngre Edda er der en fortælling om at Ægir, en gud, associeres med havet, holder et gilde. Under gildet stiller Ægir et spørgsmål til Brage, en skjaldegud, om hvordan digterkunsten opstod. Brage svarede:

Oprindelsen var, at Guderne laa i Ufred med det Folk, som hedder Vaner. Men begge Parter kom sammen til et Fredsmøde, hvor de bekræftede Freden ved begge at spytte i et Kar. Ved Afskeden vedtog Guderne, at dette Fredstegn aldrig skulde gaa tabt, og skabte af Spyttet en Mand, som hed Kvasir. Han var saa vis, at ingen kunde spørge ham om noget, som han ikke kunde give Svar paa.

Brage fortæller videre, at Kvasir da rejste ud omkring i verden for at lære menneskene kundskab, men han blev myrdet af dværgene Fjaler og Galar. Af hans blod skabte de digtermjøden.

### Heimskringla
I kapitel fire i Heimskringla gengiver Snorre en euhemeriseret udgave af krigen. Han beretter om hvordan Odin ledte en stor hær op fra Asia ("Asaland") for at angribe folket i "Vanaland." Men som Snorre fortæller, var de velforberedte på invasionen, og forsvarede derfor deres land så godt, at de lige såvel som aserne havde sejren indenfor rækkevidde. Begge parter gjorde stor skade på modstanderens land.
Snorre fortæller, at de to parter til sidst blev trætte af krigen, og derfor enedes om at mødes for at indgå en fred. Hvilket de derpå gjorde. De aftalte også at udveksle gidsler som pant på freden. Fra Vanaland sendte de deres to bedste mænd: Njörðr (beskrives som rig) og hans søn Freyr som bytte for Asalands Hœnir (beskrives som stor, smuk), nogle af Vanalands indbyggere foreslog derpå, at han skulle være deres høvding. Derudover sendte man Mímir fra Asaland (en mand af umådelig visdom) som erstatning for Kvasir, som Snorre beskriver som den viseste mand i Vanaland.
Snorre fortæller videre, at Hœnir blev gjort til høvding straks ved sin ankomst til Vanaland, og Mimir gav ham ofte gode råd. Når Hœnir imidlertid var på tinget uden at Mimir var ved hans side, ville han altid svare på samme måde: "Lad andre råde." Derfor begyndte Vanalands folk at mistænkte Asalands for at have snydt dem, ved at sende dem den uduelige Hœnir. Derfor greb de Mimir og huggede hovedet af ham, som de sendte tilbage til Asaland. Odin tog det, balsamerede det med urter, så det ikke ville rådne, og sang tryllesange over det, så det fik kraften til at tale og afsløre sin hemmelige viden for ham.
Ifølge Snorre udnævnte Odin derpå Njörðr og Freyr til offerpræster og de blev til diar ("guder") for Asalands folk. Freyja, beskrevet som Njörðrs datter, blev præstinde, og det fortælles, at hun bragte sejdkunsten til Asaland.

## Teorier
Der er blevet fremlagt en række forskellige teorier om krigen mellem aser og vaner, hvoraf nogle af de mest kendte kort beskrives her nedenfor. Det er dog ikke alle, der fortsat nyder udbredt støtte.
Gullveig/Heiðr og Freja
En meget stor del af forskerne opfatter skikkelsen Gullveig/Heiðr som identisk med vanegudinden Freja. En konklusion, der hovedsageligt er baseret på sammenligninger mellem den måde, Gullveig/Heiðr bruger sejd i Völuspá og beskrivelsen af hvordan Freja introducerer sejdkunsten for aserne i Heimskringla. Denne teori er siden blevet brugt som grundlag for endnu en teori om, at det var hendes negative indflydelse på aserne, som medførte krigen.
Indoeuropæisk invasion
Traditionelt er vanerne ofte blevet kategoriseret som fredelige frugtbarhedsguder, mens aserne var mere krigeriske. På den baggrund er det blevet foreslået, at forestillingen om den mytologiske krig bygger på erindringer om en historisk krig, hvor et krigerisk asedyrkende folkeslag invaderede og undertvang en vanedyrkende lokalbefolkning. Denne begivenhed er af nogle blevet identificeret med den indoeuropæiske indvandring til Nordeuropa. Georges Dumézil mente imidlertid, at denne mytiske krig, i lighed med alle andre myter, ikke nødvendigvis skulle forstås i en historisk sammenhæng. Både fordi lignende krige optræder i andre indoeuropæiske mytologier, og i så fald må være fundet sted før udvandringen begyndte. Og mere vigtigt, fordi vægten i beretningerne i højere grad ligger på selve fredsaftalen og begivenhederne omkring den, end på selve krigen.
Forstyrrende personer og magisk værktøj
Lindow mener, at selv om de ikke er helt identiske, så deler de to forskellige fortællinger om en krig idéen om, at en persons ankomst medførte en splittelse hos et folk. Lindow sammenligner Gullveig/Heiðrs opdukken i blandt aserne med Hœnir og Mimirs splittelse af Vanaland i Heimskringla. Han mener desuden, at alle tre beretninger deler samme motiv, idet erhvervelsen af magiske værktøjer, som kan bruges til at opnå skjult viden, spiller en stor rolle i dem. I de to første er det kunsten at sejde, i den sidste er det Mimirs hoved.